# Catherine Walker

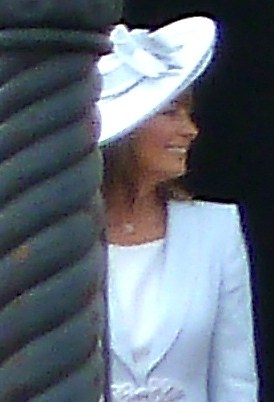
Catherine Walker - Designer francesa e estilista de Kate Middleton.

Catherine Walker (França, junho de 1945 - Sussex, 26 de setembro de 2010) foi uma designer de moda britânica. 
Era a estilista da princesa Diana.
Morreu aos 65 anos, vítima de um câncer.